# Kleinbösingen
Kleinbösingen (en francés Petit-Basens) es una comuna suiza del cantón de Friburgo, situada en el distrito de See/Lac. Limita al norte con la comuna de Kriechenwil (BE), al este con Bösingen, al sur con Düdingen, y al oeste con Gurmels.

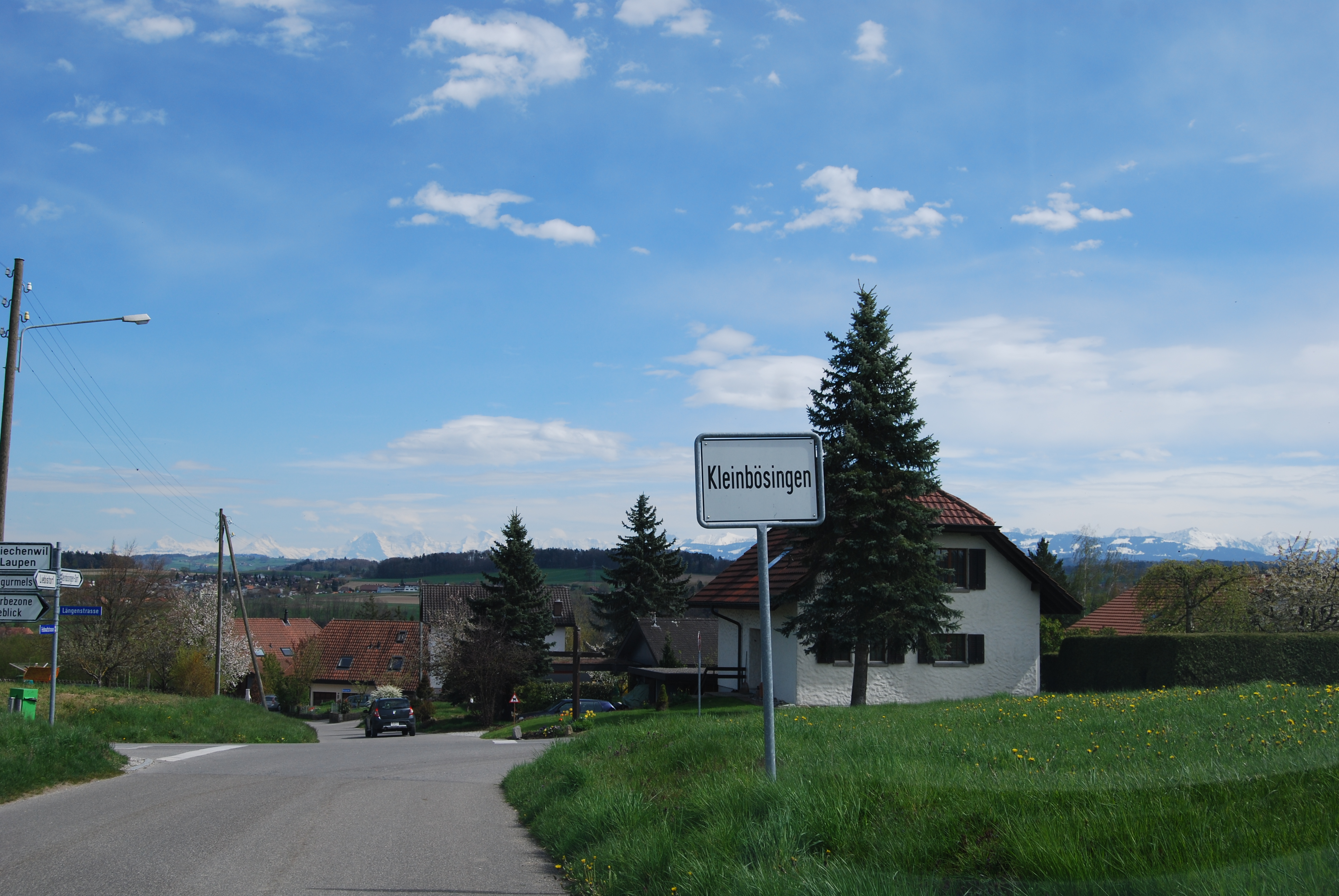
Kleinbösingen